# Тиррелспасс

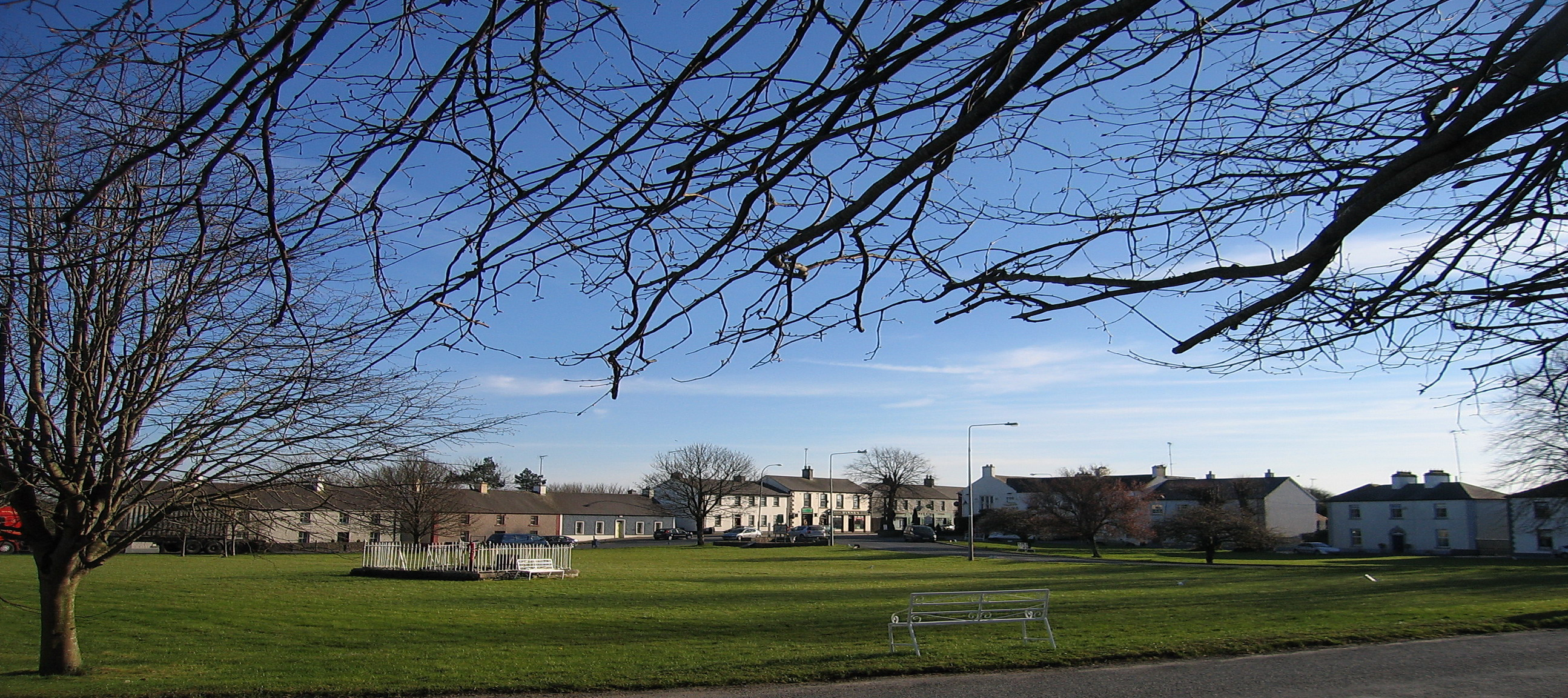

Тиррелспасс (англ. Tyrrellspass; ирл. Bealach an Tirialaigh) — деревня в Ирландии, находится в графстве Уэстмит (провинция Ленстер) у региональной дороги R446. Поселение выигрывало Irish Tidy Towns Competition в 1969 году.

## Демография
Население — 493 человека (по переписи 2006 года). В 2002 году население составляло 443 человек.
Данные переписи 2006 года:
| Общие демографические показатели |               |                               |                               |      |      |
| Всё население                    | Всё население | Изменения населения 2002—2006 | Изменения населения 2002—2006 | 2006 | 2006 |
| 2002                             | 2006          | чел.                          | %                             | муж. | жен. |
| 443                              | 493           | 50                            | 11,3                          | 244  | 249  |